# Forfar

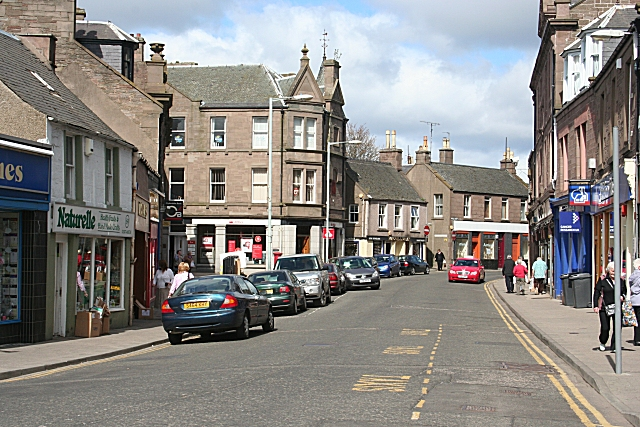
Forfar - Castle Street en 2007

Forfar (Listeni / f ɒr . f ər / ; gaélique écossais : Baile Fharfair) est une ville et ancien burgh royal d'environ 13 500 habitants, capitale administrative du council area et de la région de lieutenance d'Angus, situé dans l'Est des Central Lowlands d'Écosse. De 1975 à 1996, elle était la capitale administrative du district d'Angus, au sein de la région du Tayside.

## Description
Forfar est également connu pour son marché traditionnel, qui est alimenté par les fermes périphériques des basses terres de Strathmore à Angus central. Elle est également connu pour être le lieu de naissance de Bon Scott, chanteur du groupe AC/DC de 1974 à sa mort en 1980.
Le club de football de Forfar Athletic et son stade Station Park y sont basés.
La ville de Forfar est jumelée avec Chabanais, en Charente depuis 1992.

## Personnalités liées à la commune
- Marion Stevenson (1871-1930), missionnaire et directrice d'école qui créa l'expression mutilation génitale féminine pour parler de l'excision.
- Bon Scott (1946-1980), chanteur d'AC/DC y est né mais a vécu à Kirriemuir jusqu'en 1952, date à laquelle sa famille est allée vivre à Melbourne en Australie.